# Burg Aurach
Die Burg Aurach, auch Schloss Aurach genannt, ist eine abgegangene mittelalterliche Wasserburg anstelle des heutigen Rathauses in Aurach (Im Mooshof 4) im Landkreis Ansbach in Bayern.

## Geschichte
Die Burg Aurach erscheint erstmals 1275 in einer Urkunde als Sitz eines Ministerialengeschlechts von Aurach, das von 1200 bis 1393 in der historischen Überlieferung nachweisbar ist. Sie wird in einem Vertrag zwischen den Herren von Mörnsheim und den Grafen von Hohenlohe als „Vestes Haus“ zu Aurach unter Wahrberg gelegen genannt. Seit der Mitte des 14. Jhs. war sie im Besitz der Herren von Mörnsheim, die sie am 1. September 1510 an Fürstbischof Gabriel von Eyb und sein Stift in Eichstätt verkauften. 1511 wurde unter Fürstbischof Gabriel von Eyb die Wasserburg abgebrochen und ein Neubau errichtet, der von 1511 bis 1805 Sitz der Vogtei Aurach war. 1778 wurde als Zufahrt über die Grabenanlage die zweibogige Quaderbrücke zu dem auf Eichenpfählen stehenden Gebäude erbaut. Über dem Eingang befindet sich ein Wappen des Fürstbischofs und am Brückenaufgang eins von 1733.
Ursprünglich könnte es sich auch um eine Wasserburg vom Typus einer Turmhügelburg (Motte) gehandelt haben. Die Burg stellt sich heute als ein zweigeschossiges Massivbau mit Satteldach dar, der im Giebel eine Aufzugluke und im Osten einen Stützkeil aufweist. Umgeben ist er von einem mittlerweile trockenen Wassergraben, dessen Breite von 7–8 m sich im Norden auf ca. 17 m erweitert. Die rechteckige Burginsel weist eine Größe von ungefähr 24 × 26 m auf. Westlich des Grabens befinden sich Reste eines Außenwalls.